# B33 Zimbru
TAB B33 Zimbru (рум. transportorul amfibiu blindat) — румунська бойова колісна плаваюча машина 8х8. Місцевий варіант радянського БТР-80. Вироблявся компанією  Automecanica Moreni Regie Automoma з 1988 по 2000 рік. Єдиним оператором залишаються Збройні сили Румунії.
Замінив у військах TAB-77, який випускався як варіант радянського БТР-70.  Відмінність полягала у дизельному двигуні  Model 1240 V8-DTS потужністю 268 к.с. (197 кВт), радіостанцією Р-1231Б і 500 додатковими снарядами калібру 7,62 мм.  Може транспортуватися за допомогою літаків Ан-22, Іл-76 та C-130 Hercules. Всього виготовлено 70 B33 Zimbru з яких 69 досі використовуються Румунською армією.

## Варіанти
- Zimbru 2000: розвиток B33 Zimbru з установкою бойового модулю з дистанційним управлінням (25-мм або 30-мм автоматична гармата). Тільки прототип.
- Saur-1: спочатку мав назву Zimbru 2006. Тільки прототип.